# کاتسوهیرو شیراتوری
کاتسوهیرو شیراتوری (انگلیسی: Katsuhiro Shiratori؛ زادهٔ ۲۹ اکتبر ۱۹۷۶) بازیکن والیبال ساحلی اهل ژاپن بود.
وی در مسابقات کشوری و بین‌المللی در مجموع برندهٔ ۱ مدال طلا، ۱ مدال برنز شده‌است.